# Jyske højderyg
Den jyske højderyg er vandskellet mellem Vesterhavet mod vest og Østersøen og Kattegat mod øst. Vandløb løber enten mod vest eller øst herfra og ud til havet. 
Højderyggen og vandskellet har haft stor betydning for samfærdsel og bebyggelse i Jylland. Langs vandskellet går  Hærvejen, som undgår at krydse fjorde og åer. Af samme grund er de fleste østjyske købstæder opstået ved bunden af en fjord, så de ligger tæt ved vandskellet og samtidig har forbindelse til havet.
I Vendsyssel danner Jyske Ås en del af højderyggen.
|  | Denne artikel kan blive bedre, hvis der indsættes geografiske koordinater Denne artikel omhandler et emne, som har en geografisk lokation. Du kan hjælpe ved at indsætte koordinater i wikidata. |